# Hippopsicon rotundipenne
Hippopsicon rotundipenne là một loài bọ cánh cứng trong họ Cerambycidae.